# (15870) Oburka
(15870) Oburka es un asteroide perteneciente al cinturón de asteroides, descubierto el 16 de agosto de 1996 por Petr Pravec desde el Observatorio de Ondřejov, Ondřejov, República Checa.

## Designación y nombre
Designado provisionalmente como 1996 QD. Fue nombrado por Oto Obůrka (1909-1982), quien fue profesor de la Universidad Técnica Alemana en Brno, fundó allí el Observatorio Nicolás Copérnico y lo dirigió durante 20 años. Estableció un programa, dirigido a jóvenes aficionados, para monitorear estrellas variables de período corto. Fue presidente honorario de la Unión Internacional de Astrónomos Aficionados.

## Características orbitales
Oburka está situado a una distancia media del Sol de 2,636 ua, pudiendo alejarse hasta 3,082 ua y acercarse hasta 2,190 ua. Su excentricidad es 0,169 y la inclinación orbital 11,419 grados. Emplea 1563,22 días en completar una órbita alrededor del Sol.

## Características físicas
La magnitud absoluta de Oburka es 14,67.